# Colitis ulcerosa
Colitis ulcerosa (dansk: blødende tyktarmsinflammation) er en autoimmun inflammatorisk tarmsygdom, som ofte kun berører den nedre del af tyktarmen og endetarmen. I svære tilfælde kan hele tyktarmen dog være berørt. Sygdommen er første gang beskrevet i 1859. Den er mest udbredt i den vestlige verden, særligt i de nordlige egne. I Danmark regner man med at omkring 52.000 mennesker har sygdommen (sammen med Crohns sygdom) og hvert år kommer der 1.040 nye tilfælde af Colitis ulcerosa til.
Den regnes med i gruppen af inflammatoriske tarmsygdomme (IBD), hvortil også Crohns sygdom og mikroskopisk kolit hører. Inflammationen forekommer når kroppens immunforsvar begynder at angribe sit eget væv. Sygdommen har et forløb der er karakteriseret ved aktive perioder og perioder med stilstand. Sygdommens udbredelse inddeles i proktit (kun endetarmen), venstresidig kolit (fra rektum op til tyktarmens første bøjning) og total eller pan kolit (hvor hele ende- og tyktarmen er betændt). Aktive perioder forekommer med et par måneder til års mellemrum.
Sygdommen må ikke forveksles med irritabel tyktarm.

## Symptomer

### Almindelige
- Diarré, typisk blod iblandet
- Smerter ved afføring
- Feber
- Mange toiletbesøg om dagen
- Krampelignende smerter i tyktarmen i forbindelse med toiletbesøg
- Vægttab
- Blodmangel

### Øvrige symptomer udenfor mavetarmsystemet
- Muskel- og ledsmerter
- Hudproblemer
- Øjenproblemer
- Træthed
- Vitaminmangel

## Årsager
Man kender ikke årsagen til sygdommen, men den ses hyppigst i den vestlige verden og specielt i de nordlige dele, hvilket tyder på at vores levevis er med til at udvikle sygdommen, således har færinger en meget højere forekomst af mave-tarmsygdomme end danskere og forekomsten holder i 10 år efter de er flyttet hertil, hvorefter den aftager til et dansk niveau.
På trods af at flere patienter med Colitis ulcerosa lider af depression, har det ikke været muligt at påvise en direkte sammenhæng mellem depression og flere udbrud i sygdommen, nogle mener dog at der en sammenhæng mellem psykisk stress og opblussen i sygdommen.

## Behandling
Man kan ikke kureres for sygdommen, men den kan behandles enten kirurgisk eller medicinsk :
Kirurgisk ved at fjerne den del af tarmen, der er angrebet og indsætte en stomi.
Eller medicinsk ved oftest at slå akutte anfald ned ved hjælp af binyrebarkhormoner og derefter holde sygdommen nede ved hjælp af 5-aminosalicylsyre (5-ASA)-præparater.

## Udvikling
Udviklingen af nye tilfælde af Colitis ulcerosa er steget støt i de senere år, således var der 10,7 nye tilfælde pr. 100.000 i 1980, mens der i 2013 var 18,6 nye tilfælde pr. 100.000 indbyggere.

## Undertyper
Colitis ulcerosa har følgende undertyper:
- DK510	Ulcerøs pancolitis
- DK512	Ulcerøs proktitis
- DK513	Ulcerøs proktosigmoiditis
- DK514	Inflammatoriske polypper
- DK515	Venstresidig ulcerøs colitis
- DK515A	Venstresidig proktocolitis
- DK515B	Venstresidig hemicolitis
- DK518	Anden form for ulcerøs colitis
- DK518B	Ulcerøs colitis med forandringer i mundhulen
- DK519	Ulcerøs colitis UNS